# Laura Dekker
Laura Dekker (Whangārei, 20 settembre 1995) è una velista olandese con cittadinanza tedesca naturalizzata neozelandese.
Tra il 2015 e il 2017, a seguito del matrimonio con Daniel Thielmann, era nota come Laura Dekker-Thielmann, nome abbandonato dopo il divorzio.
Al 2021, è la più giovane velista ad aver compiuto la circumnavigazione del globo in solitaria in barca a vela.

## Biografia
Laura Dekker è nata il 20 settembre 1995 su una barca nel porto di Whangārei, in Nuova Zelanda, in quanto i suoi genitori, esperti marinai, erano in quel momento impegnati in un viaggio attraverso l'oceano Indiano e il Pacifico.
Suo padre, Dick Dekker, è olandese e sua madre, Babs Müller, è tedesca, il che conferì alla figlia tre cittadinanze, le due dei genitori per ius sanguinis e quella neozelandese per ius soli. Complice la decisione dei genitori di non interrompere il viaggio nonostante la sua nascita, Laura trascorse i primi quattro anni di vita in viaggio per mare prima di stabilirsi a Wijk bij Duurstede, luogo d'origine del padre Dick e residenza della famiglia.
A sei anni la Dekker ricevette come dono di compleanno la sua prima barca, modello Optimist, con la quale iniziò a navigare, apprendendo le tecniche di navigazione praticamente da autodidatta. In seguito, all'età di 10 anni iniziò a fare lavoretti come consegna di volantini pubblicitari e riuscì a comprarsi da sola un natante più grande, modello Hurley 700, che lei battezzò Guppy. Laura usò quest'ultima barca per effettuare lunghe navigazioni in solitaria, durante le vacanze da scuola, nel Wattenmeer e nel Mare del Nord.
Nel maggio 2009 compì una traversata in solitaria da Maurik, porto fluviale nei pressi di Wijk bij Duurstede, fino a Lowestoft nel Regno Unito, dove fu fermata dalle autorità locali, preoccupate per la sua incolumità, che contattarono il padre e gli chiesero di riaccompagnarla al ritorno.

## Il progetto del giro del mondo

Il viaggio di Laura

Nell'agosto 2009 Laura annunciò, in un'intervista al giornale olandese Algemeen Dagblad, di progettare un giro del mondo in solitaria della durata stimata di due anni. Se tale tentativo fosse andato a buon fine, Laura sarebbe divenuta la persona più giovane a compiere una simile impresa, battendo il record dell'inglese Michael Perham, che la completò a 17 anni (il record stabilito nel 2010 da Jessica Watson non è stato riconosciuto). Il padre, con cui vive dopo la separazione dei genitori, la supportò. La madre, inizialmente contraria, ha poi accettato. Laura progettò quindi di partire a bordo del suo Hurley 700, chiamato Guppy, equipaggiato con GPS e ausili di navigazione opportuni per compiere l'impresa.
Il viaggio in origine doveva procedere in direzione est, partendo dai Paesi Bassi e attraverso il Mediterraneo passare il Canale di Suez, il Golfo di Aden e le coste della Somalia, o, in caso di rischio pirateria, circumnavigare l'Africa. Subito dopo avrebbe attraversato l'oceano Pacifico, per poi passare il Canale di Panama e attraversare l'Atlantico. Per adempiere gli obblighi scolastici la Wereldschool, un istituto specializzato in istruzione per corrispondenza, avrebbe fornito materiale per studio autonomo. Laura Dekker sarebbe stata altresì seguita da un team di supporto, per aiutarla in caso di passaggi difficili come il Canale di Panama. Il sistema di rintracciamento Iridium, installato sulla barca, avrebbe poi consentito di tracciare il viaggio passo a passo.

## Polemiche
L'annuncio suscitò ben presto aspre polemiche, in quanto la madre e le autorità cittadine di Wijk bij Duurstede si opposero al progetto, ricorrendo all'Ufficio olandese per gli Affari dei Minori, che diede mandato a un tribunale di esprimersi al riguardo. La sentenza stabilì l'affido forzato di Laura ai genitori, con divieto quasi assoluto di allontanarsi dal suo domicilio, accogliendo le istanze degli oppositori al progetto. L'affido forzato sarebbe scaduto nel luglio 2010. La questione ebbe ampia risonanza internazionale, suscitando discussioni soprattutto in merito alla legittimità del giudizio del tribunale, in quanto la volontà di Laura era comunque sostenuta da uno dei genitori.
A demolire ulteriormente le aspirazioni della ragazzina vi erano comunque anche le norme olandesi in materia di navigazione, secondo cui un minore di 16 anni al comando di una barca non può allontanarsi dalle acque territoriali; pertanto Dekker non avrebbe potuto mettere in atto un simile progetto fino al 2012. Del resto lei aveva già violato questa regola nel maggio 2009, navigando da Maurik a Lowestoft (Regno Unito), col risultato che le autorità inglesi, preoccupate per la sua incolumità, avevano richiesto al padre di raggiungerla e accompagnarla al ritorno.

### Sparizione
Il 18 dicembre 2009 un membro della famiglia Dekker denunciò la sparizione di Laura alla polizia olandese. Venne reso noto che la ragazza aveva scritto una breve lettera (il cui contenuto non venne reso pubblico), a suo padre, che subito negò ogni coinvolgimento nella faccenda. La barca della figlia era però rimasta ormeggiata nel porto di Maurik, escludendo apparentemente l'ipotesi di una sua fuga via mare. Si scoprì tuttavia che la ragazzina, nei giorni precedenti alla sparizione, aveva prelevato circa 2000 € dal suo conto corrente in banca; ciò fece ipotizzare alle autorità che Laura avesse trovato un modo per partire ugualmente per la sua avventura Il 20 dicembre Laura fu ritrovata sana e salva sull'isola caraibica di Sint Maarten, nelle Antille Olandesi. Due giorni dopo, scortata dalla polizia, rientrò ad Amsterdam, dove fu interrogata. Non venne mai chiarito pubblicamente come avesse fatto ad imbarcarsi da sola su un aereo e ad arrivare così lontana da casa., a maggior ragione nel regime di affido forzato ai genitori in cui si trovava.

### Sblocco della situazione
Il 26 dicembre un altro tribunale olandese respinse le obiezioni pubbliche, che chiedevano un prolungamento dell'affido coatto ai genitori, e autorizzò Laura Dekker a partire a settembre 2010, una volta compiuti i 15 anni di età.
Il 27 luglio 2010 la corte distrettuale di Middelburg deliberò di rimettere ai genitori la decisione riguardo alla partenza della figlia. I coniugi Dekker diedero il loro benestare e Laura annunciò di essere pronta a partire nel giro di due settimane. Infatti, la mattina del 4 agosto 2010, Laura salpò dal porto di Den Osse per raggiungere il Portogallo, da dove sarebbe partito ufficialmente il giro del mondo.
Le polemiche tuttavia continuarono, ad esempio a seguito di una dichiarazione resa dalla stessa Dekker durante il viaggio, nella quale confessava di stare trascurando lo studio, essendo molto presa dalla navigazione e dalle responsabilità correlate. Qualche testata giornalistica riportò che la ragazza aveva rinunciato definitivamente, addirittura buttando i libri fuoribordo; quest'ultima dichiarazione venne poi smentita dalla ragazza.

## La barca
Laura Dekker inizialmente aveva programmato di partire sulla sua barca, Guppy, un Hurley 800, lungo 8,30 m e largo 2,75 m. Tuttavia a febbraio 2010 sul suo sito ufficiale apparve la notizia che lei e suo padre avevano comprato una nuova barca, più adatta allo scopo, un ketch lungo 11,40 m.

## Il viaggio
Come già detto, Laura Dekker partì da Den Osse il 4 agosto 2010 alla volta di Lisbona, distante circa 1 000 miglia nautiche, ma successivamente scelse di dirigersi a Portimão. Questa tratta non fu ritenuta compresa nella circumnavigazione in solitaria, dato che c'era anche il padre a bordo della barca. In questo trasferimento Laura collaudò la barca e in generale si preparò per il viaggio.
Arrivata a Portimão, le autorità portuali del luogo le proibirono di partire per il suo viaggio da lì, siccome ai sensi delle leggi portoghesi era troppo giovane per comandare un'imbarcazione da sola. Pertanto il 18 agosto Laura Dekker, suo padre e un terzo uomo non identificato lasciarono il Portogallo alla volta di Gibilterra, scortati da una motovedetta portoghese.
La circumnavigazione, in direzione ovest, partì ufficialmente da Gibilterra il 21 agosto 2010.

### Progressione
- Gibilterra (partenza - 21 agosto 2010)
- Lanzarote (raggiunta il 25 agosto 2010)
- Gran Canaria (22 settembre 2010). Qui ha atteso la fine della stagione degli uragani.
- Il 10 novembre 2010 ha lasciato le Canarie alla volta di Capo Verde.
- Ha raggiunto Capo Verde il 18 novembre.
- La traversata dell'Atlantico da Capo Verde a Sint Maarten (distanza 2200 miglia nautiche) è iniziata il 2 dicembre e si è conclusa il 19 dicembre, con l'arrivo nella Baia di Simpson.[31]
- Il piano originale sarebbe stato quello di ripartire per un'altra isola caraibica il 10 gennaio 2011, ma le è stato offerto di far parte per 10 giorni dell'equipaggio del veliero Stad Amsterdam, e lei ha accettato. Dunque tra il 5 e il 15 gennaio ha viaggiato col veliero olandese.
- Ha pianificato di passare il Canale di Panama tra aprile e maggio 2011. Fino ad allora si sarebbe spostata di stato in stato all'interno dei Caraibi.[31]
- Dopo Sint Maarten ha fatto tappa alle Îles des Saintes, a Dominica, a Bonaire e alle isole di San Blas, sempre all'interno dei Caraibi.
- Tra il 27 febbraio e il 10 marzo è rientrata nei Paesi Bassi, dove ha tenuto un ciclo di conferenze.[32]
- Il 12 aprile 2011, rientrata ai Caraibi, ha passato il Canale di Panama.[33]
- La sera del 25 aprile ha varcato l'Equatore, verso sud, ed ha raggiunto le isole Galápagos l'indomani.
- Ha lasciato le Galapagos il 7 maggio alla volta delle isole Marchesi (raggiunte il 25 maggio), navigando per circa 2 960 miglia nautiche (5480 km) in 18 giorni (attualmente questa è la più lunga tappa percorsa da Laura)
- Tra il 1° e l'8 giugno, Laura ha lasciato le isole Marquesas per raggiungere Tahiti, distante 770 miglia nautiche (1430 km).[34] Il viaggio si è rivelato piuttosto complicato, a causa di venti discontinui e a raffiche, molte onde e forte traffico di navi.
- Ha poi fatto tappa a Moorea e Bora-Bora, per poi ripartire alla volta di Vava'u (Tonga) coprendo 1 400 miglia nautiche (2530 km) in 12 giorni, sicché ha raggiunto l'isola l'8 luglio. Una settimana dopo è ripartita alla volta di Suva, nelle isole Figi, dove è arrivata il 17 luglio.
- Il 30 luglio ha raggiunto Port Vila, nelle Vanuatu dopo tre giorni di navigazione.
- L'8 agosto è ripartita alla volta Darwin, Australia. Dopo aver coperto 2 300 miglia nautiche, ha raggiunto la destinazione il 25 agosto; è stata una delle tappe più difficili, avendo dovuto passare lo Stretto di Torres, zona di mare caratterizzata da molte isole, barriera corallina e fortemente trafficata. A destinazione l'ha raggiunta il padre Dick, col quale ha festeggiato il suo 16º compleanno.
- Il 25 settembre Laura Dekker ha lasciato Darwin, dirigendosi verso ovest, nell'oceano Indiano. Per due settimane è rimasta in silenzio radio (anche sul suo blog), per evitare di essere intercettata da squadre di pirati.
- Il 12 novembre è giunta a Durban, in Sudafrica, dopo 47 giorni ininterrotti di navigazione e circa 5 540 miglia nautiche. Il tragitto è stato notevolmente rallentato da avverse condizioni meteo, caratterizzate da bruschi cambi di direzione del vento ed onde alte. Sei giorni dopo si è spostata a Port Elizabeth.
- Il 26 novembre ha doppiato Capo Agulhas, il punto più meridionale del continente africano, seguito l'indomani da Capo di Buona Speranza, in acque molto agitate, per poi raggiungere Città del Capo. Qui si è incontrata col padre[35] ed ha incrociato le barche della Volvo Ocean Race.
- Il 12 novembre è ripartita dal Capo alla volta dell'Equatore.
- Il 20 dicembre ha completato l'ultima longitudine che le restava da percorrere.[36]
- Il giro del mondo di Laura si è concluso ufficialmente a Sint Maarten il 21 gennaio 2012, alle 15:00 (ora locale), dopo un tragitto di 5 600 miglia nautiche da Città del Capo.[37][38]

Al termine del viaggio Laura Dekker, alla notizia che le autorità olandesi avrebbero spiccato un mandato di cattura nei suoi confronti con l'intento di affidarla ai servizi sociali, ha annunciato che non sarebbe più tornata nei Paesi Bassi, trasferendosi in un altro Stato (del resto da tempo aveva rimosso dalla sua barca la bandiera olandese, sostituendola con quella della Nuova Zelanda, di cui è cittadina).

## Dopo la circumnavigazione
Dopo aver completato il viaggio intorno al globo, Laura Dekker ha seguitato a navigare. Dal 3 al 6 febbraio 2012, sempre a bordo di Guppy, ha navigato insieme al padre da Sint Maarten a Bonaire, dove è rimasta fino a metà marzo, allorché è rientrata nei Paesi Bassi per presenziare al HISWA boat show e partecipare al talk show Pauw & Witteman, spostandosi poi in Germania per essere intervistata sulla tv di stato ARD da Thomas Gottschalk. Il 1º aprile è rientrata a Bonaire. Tra il 14 e il 22 aprile ha navigato, con due membri di equipaggio, da Bonaire a Colòn, facendo scalo alle isole di San Blas.
Dopo aver attraversato il canale di Panama il 9 maggio, Laura Dekker ha raggiunto le Galápagos, per poi spostarsi verso Hiva Oa, nelle isole Marchesi, restando 25 giorni in mare ed approdandovi il 26 giugno. Nel suo viaggio ha poi toccato Tahuatu, Rangiroa, Tahiti e Moorea. Il 25 agosto ha lasciato Tahiti alla volta della città natale di Whangārei, in Nuova Zelanda, con un membro di equipaggio a bordo di Guppy. Ha raggiunto la cittadina neozelandese il 2 settembre 2012, rendendo noto di avere intenzione di stabilircisi
Il 3 aprile 2015 si è sposata con Daniel Thielmann, cittadino neozelandese nato in Kurdistan nel 1983 e cresciuto in Germania, con il quale era fidanzata dal 2012. I due hanno successivamente divorziato attorno al 2017.